# Careful with That Axe, Eugene
Careful with That Axe, Eugene ist eine Instrumental-Komposition der britischen Rockband Pink Floyd aus dem Jahr 1968.

## Veröffentlichungen
Eine Studioeinspielung wurde ursprünglich auf der B-Seite der Single Point Me at the Sky veröffentlicht und erschien 1971 nochmals auf dem Kompilation-Album Relics. Produziert wurde der Song von Norman Smith.
Bekannte Live-Versionen gibt es auf der Ummagumma (1969) und Pink Floyd: Live at Pompeii (1972). Zudem spielten Pink Floyd das Stück ein weiteres Mal unter dem Titel Come In Number 51, Your Time Is Up für den 1970 gedrehten, zeitkritischen Film des Regisseurs Michelangelo Antonioni, Zabriskie Point ein. Careful with That Axe, Eugene ersetzte dabei das ursprünglich von Richard Wright vorgesehene Us and Them, das stattdessen auf The Dark Side of the Moon erschien. Auf dem Sampler Picnic – A Breath of Fresh Air (A Breath of Fresh Air – A Harvest Records Anthology 1969–1974) erschien der Song auf der Titelliste von 2007.
Careful with That Axe, Eugene stand zudem zur Debatte, in das Ende 2001 erschienene Best of-Album Echoes: The Best of Pink Floyd aufgenommen zu werden, was letztlich jedoch unterblieb.

## Komposition und Aufbautechnik
Musikalisch beruht das Stück auf dem Bass-Ostinato von Roger Waters auf dem Ton D, über dem Richard Wright eine Improvisation im phrygischen Modus entwickelt. Dadurch entfaltet sich ein hypnotischer Klangteppich, mit an arabische und indische Musik erinnernder Melodik. Nick Mason begleitet mit beckenlastigem Spiel, bis das Stück in die einzige Textpassage – den geflüstert gehaltenen Titel – übergeht, gefolgt von Waters’ bedrohlich erstickten einatmendem Schreien in suggeriertem Todeskampf. Der Song wird ab dieser Stelle zunächst deutlich lauter, weil auch David Gilmour mit brausendem Gitarrenspiel einstimmt. Nach Erreichen des Höhepunkts beruhigt sich das Stück zusehends. Bei den Live-Versionen singt Gilmour sein Solo sowohl in den lauten als auch in den ruhigeren Phasen in wortlosen Silben mit.
In der für den Film Zabriskie Point verwendeten Version des Stücks Come In Number 51, Your Time is Up wurden Flüsterpassagen und ein Chor integriert. Andererseits fehlt das Flüstern der Titelstrophe und als Tonart wurde e-Moll statt d-Moll gewählt. Im Film wurde das Stück als Untermalung einer Zeitlupen-Explosion platziert, um so ein kataklystisches Finale zu erzeugen.

## Alternativen und Live-Versionen
Pink Floyd spielte Careful with That Axe, Eugene häufig bei ihren Konzerten während der Zeitspanne von 1968 bis 1973. Die Tempi variierten dabei ebenso wie das Konzept des Spiels. Livedarbietungen des Titels waren stets länger und atmosphärischer als die Studioversion. Mason pflegte seinen Part weich und sachte zu beginnen und die Lautstärke dann zu steigern, um danach über Minuten tranceartig weiterzuspielen. Waters akzentuierte den Rhythmus mittels hypnotischer Ein- oder Zweinotenmotive auf seinem E-Bass. Gilmours zeitweise elektrisierend wirkende, bisweilen auch grob eingesetzte Gitarre weckte unheilvolle Ahnungen, die sich im Lauf des Stückes zu qualvollem Entsetzen steigerten.
Eine noch unausgereifte Version wurde im Paradiso in Amsterdam im Mai 1968 dargeboten, damals unter dem Titel Keep Smiling People. Im Juni desselben Jahres wurde der Song in den Piccadilly Studios (BBC) eingespielt und ertönte im August bei John Peels Radioshow Top Gear als The Murderotic Woman.
In den Jahren 1969 und 1970 spielte Pink Floyd das Stück häufig in Kombination mit Green is the Colour, wie es in dem Boxset The Early Years: 1965–72 dokumentiert ist.
Bei der Einspielung 1977 entstand schließlich eine Version im Oakland-Alameda County Coliseum im kalifornischen Oakland.
Eine lange Live-Version findet sich auf dem Album Ummagumma. Ein weiterer Live-Auftritt wurde in der australischen Fernsehsendung GTK gezeigt.

## Personelle Besetzung
- Roger Waters: Bassgitarre, Flüstern und Schreien
- David Gilmour: Gitarre, Stimmlaute
- Richard Wright: Farfisa-Orgel (Live-Versionen), Hammond-Orgel (Studio-Version), Vibraphon
- Nick Mason: Schlagzeug

## Weitere Songverwendung
- Im Film Mr. Nice wurde das Lied vom Regisseur Bernard Rose und Komponist Philip Glass 2010 verwendet.[12]
- In der ersten Episode der von Jacob Bronowski verfassten 13-teiligen Serie Der Aufstieg des Menschen wurde der Song eingespielt.[13]
- Im Song Octavarium des gleichnamigen Albums von Dream Theater aus dem Jahr 2005 wird der Song erwähnt.